# Okres Lubaczów
Okres Lubaczów (polsky Powiat lubaczowski) je okres v polském Podkarpatském vojvodství. Rozlohu má 1308,37 km² a v roce 2023 zde žilo 52 756 obyvatel. Sídlem správy okresu je město Lubaczów.

## Gminy
Městská:
- Lubaczów

Městsko-vesnické:
- Cieszanów
- Narol
- Oleszyce

Vesnické:
- Horyniec-Zdrój
- Lubaczów
- Stary Dzików
- Wielkie Oczy

## Města
- Cieszanów
- Lubaczów
- Narol
- Oleszyce